# Ivan Klemenčič (gozdar)
Ivan Klemenčič, slovenski strokovnjak za gozdarstvo, * 25. oktober 1899, Gornja Lokvica, † 20. oktober 1978, Ljubljana.
V matični knjigi župnije Metlike je vpisan kot Janez Klemenčič. Oče mu je bil kmet Anton, mati mu je bila kmetica Marjeta (rojena Malarič). Klemenčič je leta 1926 diplomiral na Tehnični visoki šoli v Pragi. Sprva je bil zaposlen na gozni upravi v Veliki Nedelji, nato pa v Bosni. Projektiral in gradil je gozdne železnice. Po njegovih načrtih je bilo v Bosni zgrajenih preko 600 km gozdnih železnic.
Za rednega profesorja na Agronomski in gozdarski fakulteti v Ljubljani je bil imenovan 1952.
Njegova sinova sta muzikolog Ivan Klemenčič in ekonomist Vlado Klemenčič (1939–2014).